# Muiden
Muiden ( nizozemska izgovorjava: [ˈmœydə(n)] ()) je mesto in nekdanja občina na Nizozemskem v provinci Severna Holandija. Leži ob izlivu reke Vecht in je na območju, imenovanem Vechtstreek. Od leta 2016 je Muiden del nove občine Gooise Meren.

## Zgodovina
Prva znana omemba Muidena je iz leta 953, ko je Oton I., cesar Svetega rimskega cesarstva, podelil naselbino in njene mitniške pravice katedrali svetega Martina v Utrechtu. Imenovali so jo Amuda, kar pomeni "ustje (reke) A". "A" je bilo staro ime za reko Vecht.
Leta 1122 je cesar Henrik V. Muidenu skupaj z Utrechtom podelil nekatere mestne pravice. Potem ko so bila zemljišča okoli Muidena dana grofu Florisu V., je začel graditi grad Muiden ob izlivu reke Vecht. Muiden je ponovno dobil mestne pravice leta 1296.
Prva obrambna dela so iz prve polovice 15. stoletja. Leta 1590 so obzidje zamenjali z zemeljskimi gomilami z bastijoni po načrtu Adriaena Anthonisza . Muiden je bil severni konec nizozemske vodne črte.
Leta 1673 je bila morska zapora na reki Vecht prestavljena iz Fort Hinderdama v Muiden, leta 1676 pa so jo razširili z obmorskim zidom vzdolž ustja Vechta, da bi preprečili poplave.
Razvoj vojskovanja med francosko-prusko vojno leta 1870 je spodbudil nov krog nadgradenj in gradnjo utrdb v Stelling van Amsterdamu, ki vključuje Muizenfort, vojašnico na Vestingpleinu in kazamate v ravelinih. Postavitev utrdbenega zidu je bila spremenjena.
Otok Fort Pampus, del nekdanje občine Muiden, je bil zgrajen od leta 1887 do 1897. Skupaj s svetilniškim otokom blizu Durgerdama in topniško baterijo ob morskem zidu Diemer je bil namenjen zaščiti vhoda v zaliv IJ in amsterdamsko pristanišče.

## Geografija
Nekdanja občina Muiden je imela dve naseljeni središči: Muiden in Muiderberg .

## Zanimivosti
- Grad Muiden (Muiderslot), dobro ohranjen grad iz srednjega veka
- Muizenfort, (Mišja utrdba) utrdba iz 19. stoletja, del Stelling van Amsterdam
- Otok Fort Pampus je umetni otok, ki je del amsterdamske obrambne črte (nizozemsko: Stelling van Amsterdam ).

Mimo Muidena potekajo različne regionalne sprehajalne in kolesarske poti.

## Tovarna smodnika
Leta 1702 je bila nevarna proizvodnja smodnika odstranjena iz mesta Amsterdam. Vroedschap iz Muidena je istega leta izdal dovoljenje Reinierju van Cuyku iz Amsterdama za izgradnjo tovarne smodnika zahodno od Muidena.
Tovarna je med prvo svetovno vojno doživela razcvet, leta 1919 je bila likvidirana, leta 1922 pa ponovno zagnana. V 20. stoletju se je proizvodnja smodnika vztrajno povečevala in mesto je raslo proti tovarni. Leta 1972 se je preimenovala v "Muiden Chemie". V osemdesetih letih so jo obtožili nezakonitih pošiljk v Iran. Leta 1990 je Muiden Chemie bankrotiral in prevzelo ga je britansko podjetje Royal Ordnance, del British Aerospace. Po požaru leta 2001 in nenehnih zaskrbljenosti glede varnosti je bilo odločeno, da se tovarna trajno zapre.
Eksplozije od leta 1883: 
- 9. januar 1883: eksplozija v tovarniških prostorih, ki je povzročila 13 smrtnih žrtev in veliko škodo v tovarni in Muidenu.
- 1886: eksplozija, 2 smrti. Uničen del tovarne.
- 1924/1925: več eksplozij, 1 smrt.
- 17. januar 1947: eksplozija zbranih granat v tovarniških prostorih, 17 mrtvih in velika škoda v Muidenu.
- 1948: eksplodirala granata, 1 mrtev.
- 1949: eksplozija v smodnišnici, 1 smrt.
- 13. junij 1963: eksplozija v skladišču, brez žrtev.
- 2. junij 1966: eksplozija v tovarni TNT, veliko ranjenih in velika škoda v Muidenu.
- 8. december 1972: eksplozija v sušilnici, 2 smrti, velika škoda v Muidenu.
- 30. maj 1983: eksplozija, 3 smrti.
- 9. september 1983: eksplozija, 1 smrt.
- 20. avgust 2001: požar v skladišču embalaže, brez eksplozij, brez žrtev.